# 주름버섯
주름버섯(Agaricus campestris)은 재배되는 양송이와 밀접한 관련이 있는 널리 먹는 주름버섯목에 속하는 버섯이다. 주름버섯은 일반적으로 들버섯(field mushroom) 또는 북미에서는 초원버섯(meadow mushroom)으로 알려져 있다.
이것은 식용이지만 일부 독성 종과 유사하다.

## 분류학
이 종은 1753년 칼 폰 린네에 의해 주름버섯으로 처음 기록되고 명명되었다. 1872년 뤼시앵 켈레에 의해 Psalliota 속으로 분류되었다. 수년에 걸쳐 여러 변종이 분리되었으며, 이들 중 일부는 현재 종 상태를 가지고 있다. 예를 들어, Agaricus bernardii Quel. (1878), Agaricus bisporus (J.E. Lange) Imbach (1946), Agaricus bitorquis (Quel.) Sacc. (1887), Agaricus cappellianus Hlavacek (1987), Agaricus silvicola (Vittad.) Peck (1872) 등이 있다. 어떤 변종은 너무 비슷하여 변종 상태조차 받을 자격이 없었고, 다른 변종들은 이를 유지했다. Agaricus campestris var. equestris (F.H.Moller) Pilat (1951)는 여전히 유효하다. A. campestris var. isabellinus (F.H.Moller) Pilat (1951)와 A. campestris var. radicatus도 여전히 유효할 수 있다.
라틴어 종소명 캄페스트리스(campestris)는 "밭의"라는 뜻이다. 이 균류의 향명에는 "초원버섯", "핑크바텀", "들버섯" 등이 있다.
제한된 수의 속 구성원에 대한 리보솜 DNA 분석 결과, A. campestris는 속에서 초기 분기이며 A. cupreobrunneus의 자매 분류군인 것으로 나타났다.

## 설명
갓은 흰색이며 미세한 비늘이 있을 수 있고 직경은 3 to 12 센티미터 (1 1⁄4 to 4 3⁄4 인치)이다. 처음에는 반구형이었다가 성숙하면서 납작해진다. 주름은 처음에는 분홍색이었다가 적갈색으로 변하고 마지막에는 포자문처럼 짙은 갈색이 된다. 자루는 3 to 10 cm (1 1⁄4 to 4 in) 높이이고, 1–2 cm 너비이며, 주로 흰색이고 하나의 얇은 고리를 가지고 있다. 맛은 온화하다. 흰색 살은 독성 Agaricus xanthodermus 및 유사 종에서 노란색으로 변하는 것과 달리 흐릿한 적갈색으로 변색된다. 두꺼운 벽을 가진 짙은 갈색의 타원형 포자는 5.5–8 μm × 4–5 μm 크기이다. Cheilocystidia는 없다.

### 유사 종
여러 종이 주름버섯과 혼동될 수 있다. 가장 위험한 혼동은 치명적인 Amanita virosa (속칭 "파괴의 천사" 그룹 중 하나) 또는 치명적인 Amanita hygroscopica (분홍색 주름의 파괴의 천사)이다. 아마니타 종은 기부의 대주머니, 즉 전반적 피막의 잔여물로 주름버섯과 구별될 수 있다. 그러한 피막은 주변의 더 작은 단추 버섯이 있는 경우에도 볼 수 있다. 주변에 더 작은 자매 단추 버섯이 있는지 찾아보고, 그 중 하나를 세로로 잘라 해부학을 검사하는 것이 좋다. 또한 흰색 또는 회백색의 포자문으로 구별될 수 있는 반면, 주름버섯과(Agaricacea) 버섯은 짙은 갈색이다. 미국에서는 A. camp.가 독성 Agaricus californicus 또는 A. hondensis와 혼동될 수도 있다. 풀밭에서 자라는 흰색 Clitocybe 종도 독성이 있을 수 있다. 몰덴케에 따르면, 일부 권위자들은 창세기와 솔로몬의 아가에서 언급된 맨드레이크는 Mandragora Officinarum L이 아니라 주름버섯일 수도 있다고 믿었다.
덜 심각하지만 더 흔한 혼동은 Agaricus xanthodermus (노란색 얼룩버섯)와 혼동하는 것인데, 이는 많은 사람들에게 위장 문제를 일으킨다. A. arvensis (말버섯)는 매우 유사하며 훌륭한 식용 버섯이다.
식용 종인 Agaricus andrewii 및 A. solidipes와 (현미경적으로 제외하고) 거의 동일하다.

## 분포 및 서식지
주름버섯은 전 세계적으로 늦여름 이후 비가 내린 뒤 밭이나 잔디밭에서 발견된다. 종종 교외 지역의 잔디밭에서 작은 무리를 지어 균륜으로, 또는 홀로 나타난다. 마차의 소멸과 그에 따른 방목하는 말의 수 감소로 인해, 과거의 "흰색 대량 발생"은 드문 일이 되고 있다. 이 종은 소림에서는 거의 발견되지 않는다.
이 버섯은 아시아, 유럽, 북아프리카, 오스트레일리아, 뉴질랜드, 북아메리카에서 보고되었다.

## 사용
식용이며 훌륭하지만, 이 버섯은 빨리 성숙하고 저장 수명이 짧기 때문에 상업적으로 재배되지 않는다. 독버섯과 구별하는 데 주의가 필요하다. (특히 프랑스에서) 독우산광대버섯을 이 종으로 오인하여 섭취한 사례가 있었다. 또한, 잔디밭에서 채취한 표본은 살충제나 다른 화학 물질에 오염될 수 있다.
요리 용도는 볶거나 튀겨서 먹거나, 소스에 넣거나, 심지어 생으로 썰어 샐러드에 포함시키는 것도 있다. 맛과 질감에서 이 버섯은 대부분의 서구 국가의 식료품점에서 구할 수 있는 흰색 단추버섯 (A. bisporus)과 유사하다.

### 기타 용도
궤양 및 욕창 치료를 위한 곰팡이 균사 필라멘트를 이용한 곰팡이 드레싱에 대한 연구가 진행 중이다. 과거에는 스코틀랜드 일부 지역에서 화상 및 열상에 주름버섯 조각을 적용했다.

### 생체 활성 특성
주름버섯의 수성 추출물은 인슐린 분비를 증가시키고 시험관내에서 포도당 대사에 인슐린 유사 효과를 나타내는 것으로 밝혀졌지만, 그 메커니즘은 이해되지 않고 있다.

## 같이 보기
- 주름버섯속 종 목록

## 갤러리

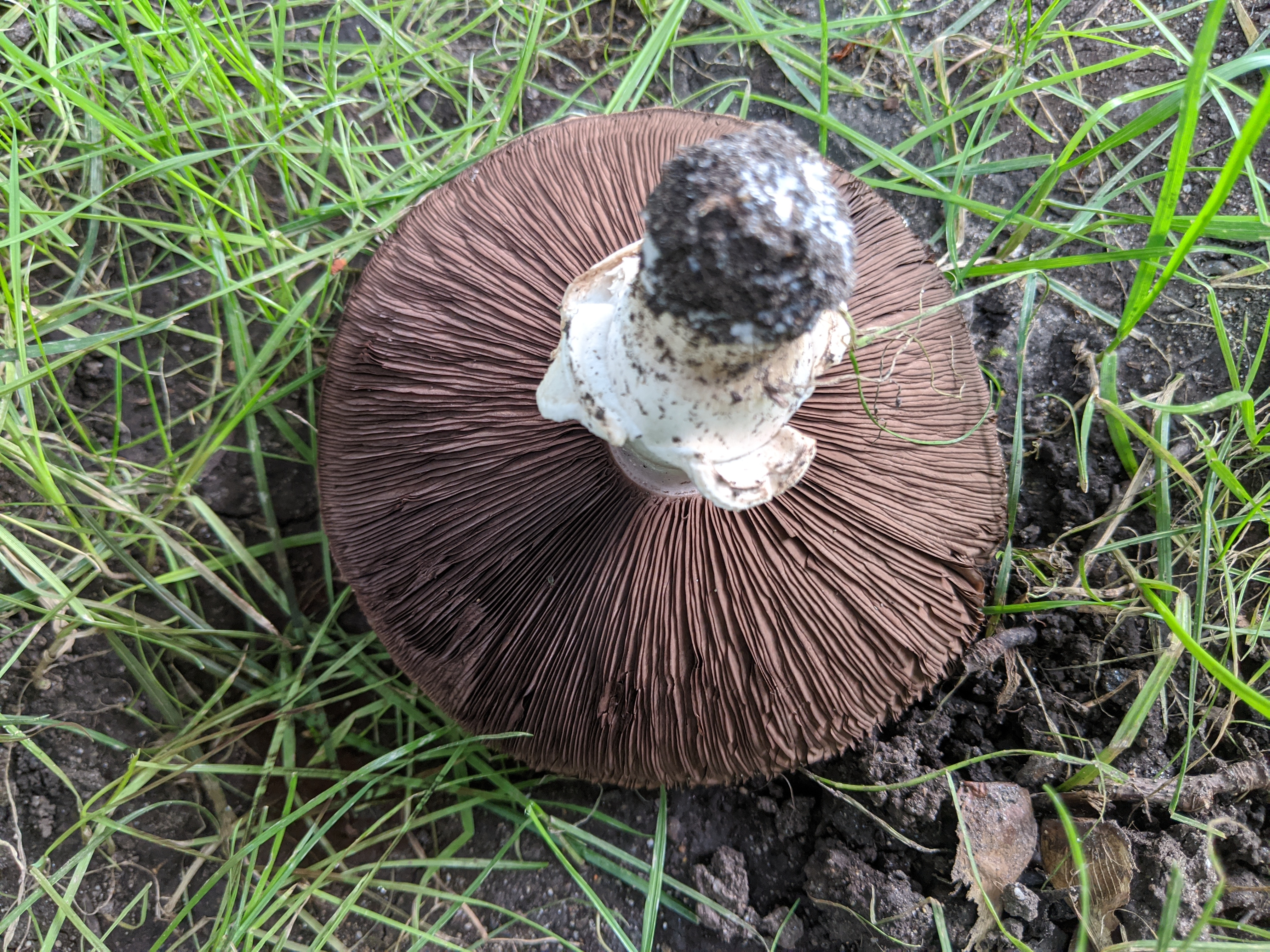
들버섯의 주름 (포자 생성 조직층)